# Батон

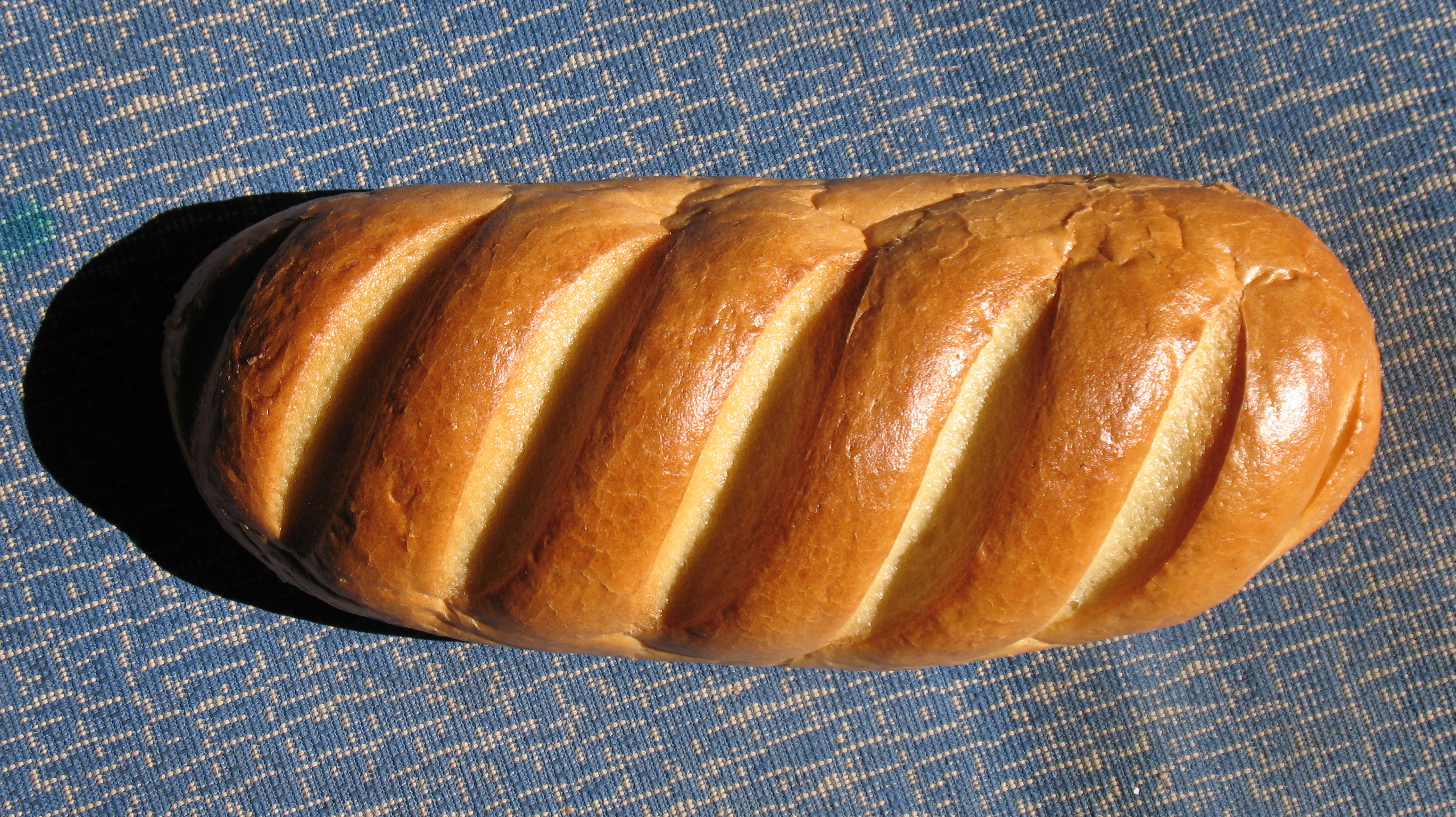
Батон с косыми надрезами

Бато́н — распространённый вид булочных изделий наряду с плетёными изделиями, булками, сайками и булочной мелочью. Батоны производят из пшеничной муки высшего, 1-го и 2-го сортов характерной вытянутой формы, они различаются по рецептуре, деталям формы и отделке поверхности. Батоны выпекают на железных листах или керамическом поду в хорошо увлажнённой пекарной камере при температуре 220—250 °C. Слово «батон» также может употребляться в отношении других пищевых продуктов округлой вытянутой формы, например, колбасы.
Согласно ГОСТу выделяют простые и улучшенные рецептуры батонов в зависимости от сорта муки и используемого дополнительного сырья: сахара, маргарина, растительного масла. В рецептуру батонов с изюмом входит изюм, а в тесто для горчичных батонов добавляют горчичное масло. Большинство батонов вырабатываются с продолговатой формой и закруглёнными концами. Исключение составляют городские, особые и столичные батоны: у городских батонов заострённые концы, у особых и столичных — удлинённые затупленные или закруглённые концы. Большинство видов батонов имеют на поверхности несколько косых надрезов, и лишь у подмосковных батонов два надреза продольных, у студенческих — один продольный надрез, а у горчичных — наколы. Помимо эстетической функции надрезы на батонах помогают избежать трещин в корочке изделия и других деформаций во время выпечки.